# Patricia Linhard
Patricia Linhard (Amsterdam, 17 april 1957) is een Nederlands politicus. Ze was van 12 mei 2009 tot 17 juni 2010 namens de Partij van de Arbeid lid van de Tweede Kamer der Staten-Generaal.
Linhard doorliep het atheneum aan het Cartesius Lyceum in Amsterdam en studeerde vervolgens economie aan de Universiteit van Amsterdam. Ze voltooide haar studie niet. Ze werkte bij De Bijenkorf en was vanaf 1979 eigenaar van een damesmodezaak aan de Amsterdamse Van Baerlestraat, die ze overnam van haar vader. Ze was actief in ontwikkelingswerk en was bestuurslid en voorzitter van een ondernemersvereniging.
In 2005 werd ze lid van de PvdA. Ze maakte deel uit van het politiek forum van de partij. Bij de Tweede Kamerverkiezingen 2006 stond ze 44e op de kandidatenlijst, te laag om direct gekozen te worden. Op 12 mei 2009 kwam ze alsnog in het parlement, als tussentijds opvolger van Jacques Tichelaar die de Kamer verliet om Commissaris van de Koningin in Drenthe te worden.
- Parlement.com: vhekc59mxtzw